# Teatr Śląski im. Stanisława Wyspiańskiego w Katowicach

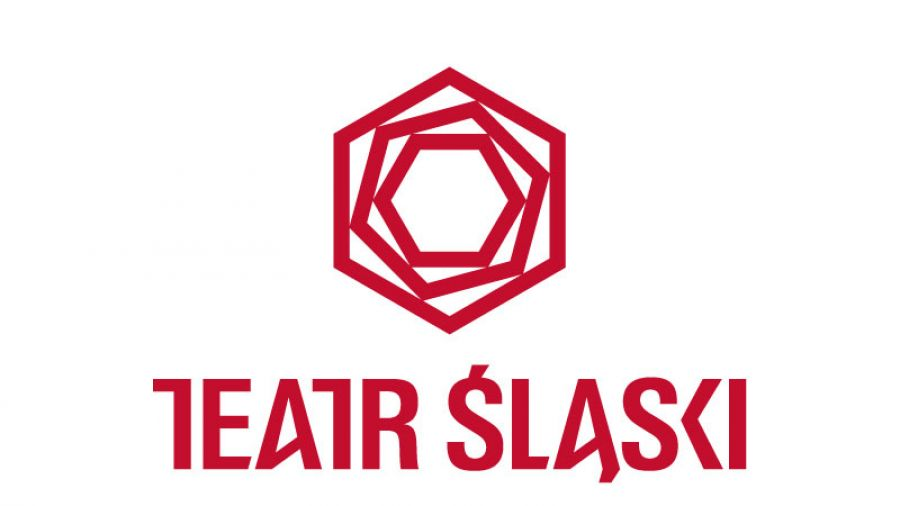
Logo teatru, 2022

Teatr Śląski im. Stanisława Wyspiańskiego w Katowicach – teatr, instytucja kultury województwa śląskiego, istniejąca od 1907 roku w Katowicach.
Teatr Śląski im. Stanisława Wyspiańskiego jest największą sceną dramatyczną Górnego Śląska. Na czterech scenach (Dużej, Kameralnej, w Malarni i w Galerii) prezentuje dorobek polskiej i światowej literatury, zarówno klasycznej, jak i współczesnej. Teatr Śląski stara się spełniać rolę sceny narodowej na Śląsku. Swoje prapremiery miały tu dramaty napisane w dialekcie śląskim oraz adaptacje ważnych dla Śląska i regionalnej tożsamości tekstów (Polterabend Stanisława Mutza w reż. Tadeusza Bradeckiego, Piąta strona świata Kazimierza Kutza w reż. Roberta Talarczyka, Czarny ogród Małgorzaty Szejnert w adaptacji Krzysztofa Kopki i reżyserii Jacka Głomba czy Western Artura Pałygi w reż. Roberta Talarczyka). Jeszcze przed II Wojną Światową, w 1928 roku, swoją prapremierę miało tu Wesele na Górnym Śląsku Stanisława Ligonia, a jednym z pierwszych powojennych spektakli był Lompa Kazimierza Gołby. 

## Historia
W pierwszych latach XX w. niemiecki wówczas samorząd Katowic Czyniąc zadość kulturalnem potrzebom niemieckiej ludności, a głównie dla wzmocnienia ducha niemieckiego w Katowicach (...) zdecydował się sfinansować, z niewielką tylko subwencją skarbu państwowego, budowę Teatru Miejskiego.

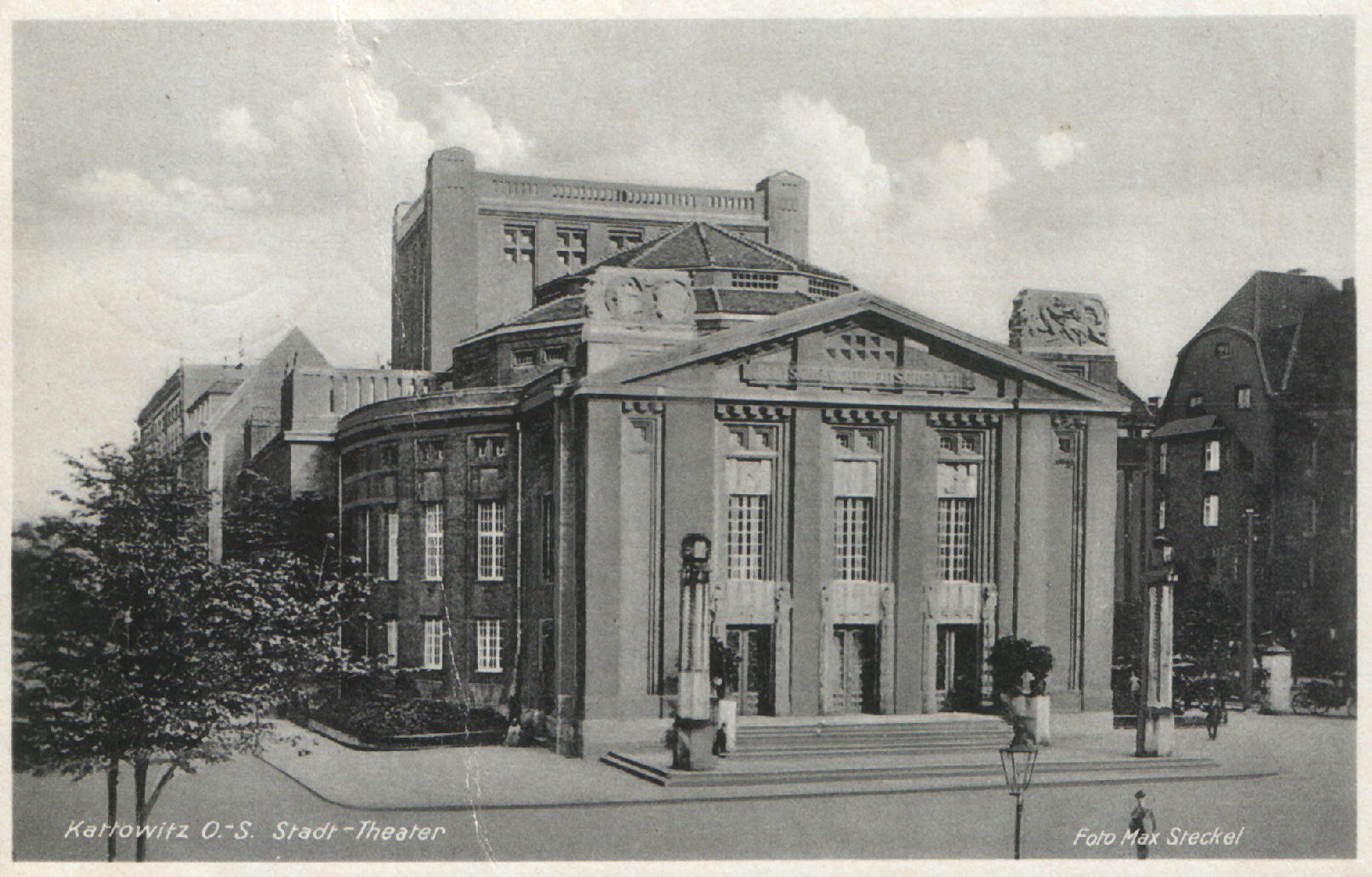
Teatr Śląski na starej pocztówce autorstwa Maxa Steckla

Budynek teatru w stylu neoklasycystycznym zaprojektował rządowy mistrz budowlany Carl Moritz, autor projektów opery w Kolonii i teatrów w Barmen, Dürrn oraz Bochum. Budowę teatru na miejscu pierwszego katowickiego ratusza rozpoczęto w 1905, a oddano do użytku w 1907, jako teatr niemiecki, w którym znajdowało się aż 800 miejsc dla widowni. Koszty budowy wyniosły 500 tys. ówczesnych marek niemieckich. Od początku swojego istnienia budynek mieści się na katowickim rynku. Szczyt fasady budynku ozdobiono płaskorzeźbami umieszczonymi po obu stronach tympanonu, nawiązującymi do scen z Pierścienia Nibelunga, a schody prowadzące do wejścia ozdobiono okazałymi latarniami. Na tympanonie widniał napis w języku niemieckim Deutschem Wort – deutscher Art (pol. Niemieckiemu słowu – niemieckiej sztuce). Fasadę budynku wielokrotnie przebudowywano: w okresie międzywojennym usunięto płaskorzeźby, w latach 60. ubiegłego stulecia zdemontowano rzeźby stojące w niszach pomiędzy oknami oraz przebudowano schody, likwidując ozdobne latarnie. W 1936 na frontowym tympanonie, na wstędze, na której był niemiecki napis, umieszczono napis Teatr im. St. Wyspiańskiego. Po ostatnim, mającym miejsce na przełomie stuleci, gruntownym remoncie budynku, wróciły stojące w niszach rzeźby. Już w XXI wieku, w ramach przebudowy katowickiego rynku, zmianie znów uległ kształt schodów. Przed budynkiem przywrócono również Plac Teatralny, na którym odbywają się dziś wydarzenia artystyczne.

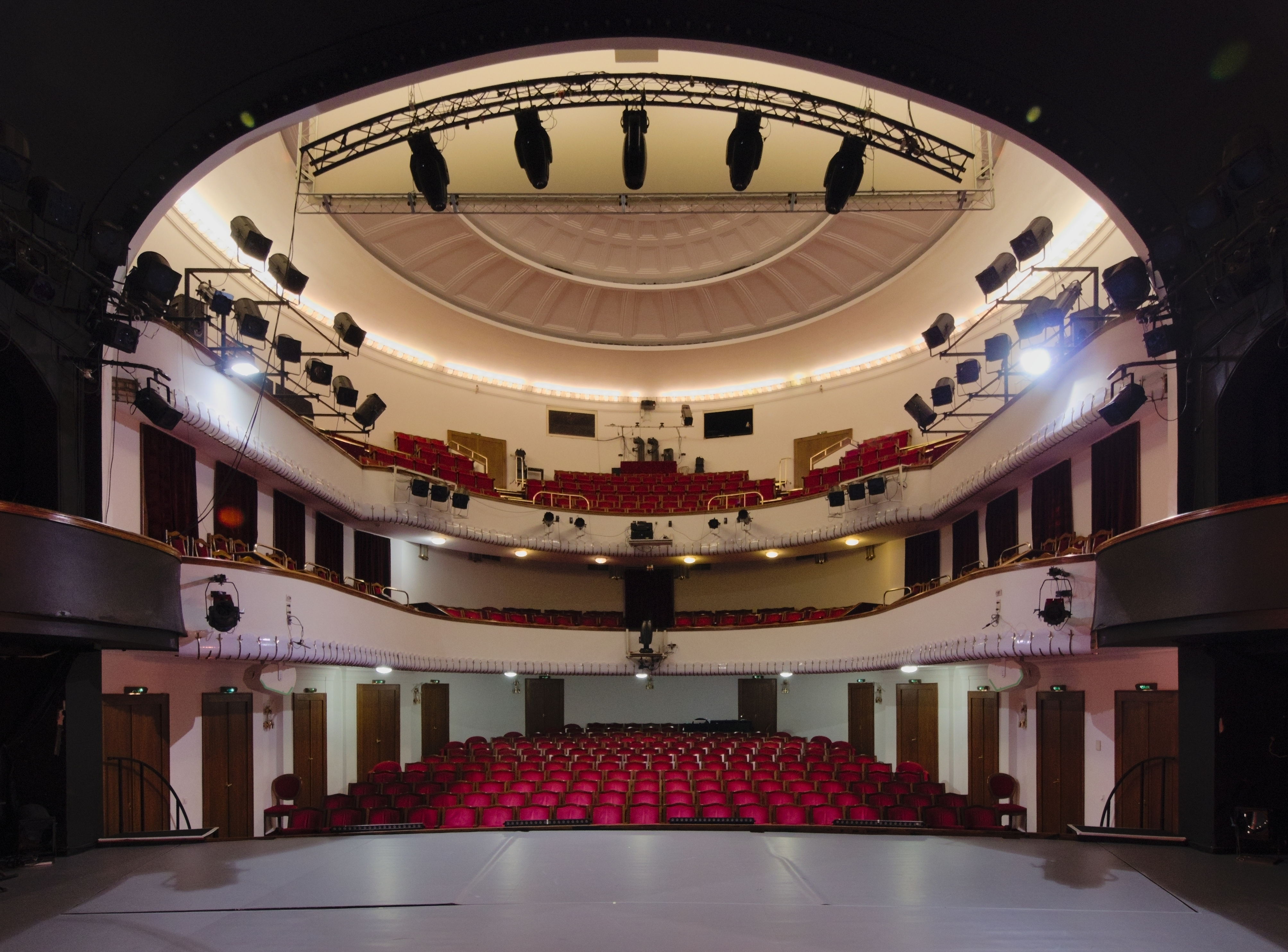
Widownia sceny głównej (2022)

W październiku 1907 premierą Wilhelma Tella Friedricha Schillera uroczyście zainaugurowano działalność teatru, a aktorzy złożyli uroczyste przyrzeczenie, iż ze sceny tej nigdy nie padną polskie słowa.
Po I wojnie światowej i formalnym włączeniu Katowic do Polski w 1922 r. władze miasta przekazały teatr w bezpłatną dzierżawę Towarzystwu Przyjaciół Teatru Polskiego.
12 października 1922 roku, dzięki działaniom Towarzystwa, przedstawieniem Królewskiego jedynaka Lucjana Rydla zainaugurowała swoją działalność scena dramatyczna Teatru Polskiego, a w dniu następnym, premierą Halki Stanisława Moniuszki scena operowa. Scena operowa została zlikwidowana ze względu na brak funduszy w 1932 r. W początkowym okresie (od 1923 r.) razem z Teatrem Polskim działał nadal teatr niemiecki: na mocy umowy z niemieckim Towarzystwem Teatralnym otrzymywało ono scenę do dyspozycji na mniej więcej 30% dni przedstawień. Frekwencja na polskich spektaklach początkowo była jednak słaba, a publiczność, również ta mówiąca po polsku, wolała kina, w których nadal wyświetlano filmy po niemiecku. Ówczesna polska prasa krytykowała to jako brak patriotyzmu. Działalność Teatru Polskiego wspierał wojewoda Michał Grażyński, powierzając mu misję polonizacyjną. Teatr wielokrotnie jeździł ze spektaklami na niemiecką część Górnego Śląska. 28 kwietnia 1929 artyści i dyrekcja padli ofiarą pobicia przez bojówki niemieckie podczas występu w Opolu, w efekcie tego kilkadziesiąt osób odniosło obrażenia, w tym dwie zostały inwalidami. Napaści Niemców na członków teatru miały miejsca i w późniejszych latach podczas wyjazdowych występów, choć na mniejszą skalę. Długoletnim dyrektorem został Marian Sobański, śpiewak operowy, który okazał się zdolnym zarządcą. Funkcję tę pełnił do wybuchu II wojny światowej. Był też pierwszym powojennym dyrektorem teatru. 

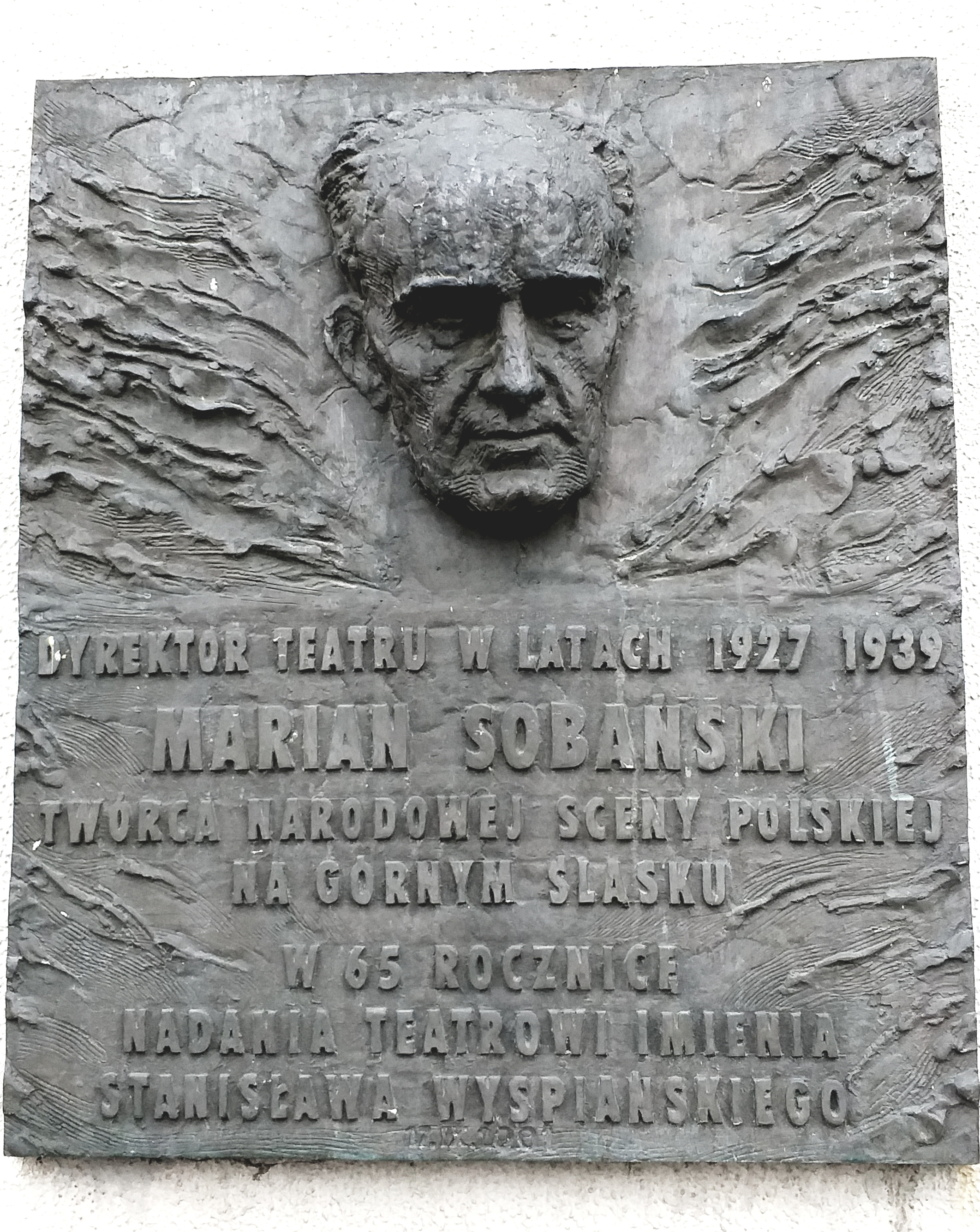
Marian Sobański – tablica pamiątkowa

We wrześniu 1936 teatr otrzymuje nazwę Teatr im. Stanisława Wyspiańskiego, co uczczono w dniu 17 września premierą Wyzwolenia tegoż autora w reżyserii Leopolda Kielanowskiego.
Po agresji III Rzeszy i ZSRR na Polskę we wrześniu 1939, w latach 1939−1945 teatr ponownie funkcjonował jako niemiecki.
We wrześniu 1945 roku teatr, działający już przez kilka miesięcy pod kierownictwem Karola Adwentowicza i Wilama Horzycy, stał się przystanią dla zespołu Polskiego Teatru Dramatycznego ze Lwowa (nie tylko dla aktorów np. Zygmunta Wilczkowskiego, ale też pracowników zaplecza sceny). Dyrektorem Teatru Śląskiego im. St. Wyspiańskiego w Katowicach został Bronisław Dąbrowski. W tym okresie na scenie występowali tu między innymi Krystyna Feldman i Aleksander Bardini. Pierwszą premierą po wojnie było przedstawienie Aleksandra Fredry Zemsta.
W latach 40. i 50. na scenie występowali tu m.in.: Tadeusz Łomnicki, Irena Kwiatkowska, Gustaw Holoubek czy Józef Para. W 1954 roku, kiedy w polskich teatrach rozpoczął się okres większej swobody w doborze repertuaru, dyrektorem artystycznym Teatru Śląskiego został Gustaw Holoubek, 31-letni wówczas aktor, który pełnił tę rolę do 1956 roku. Jako przeciwnik tzw. czwartej ściany i teatru realistycznego, zaczął zapraszać do współpracy artystów-plastyków pozostających poza oficjalnym, dominującym nurtem w teatrach repertuarowych. Spektakle przygotowywali tu m.in. Tadeusz Kantor, Kazimierz Mikulski czy Wiesław Lange. Obok Teatru Nowego w Łodzi, prowadzonego przez Kazimierza Dejmka, Teatr Śląski szybko zyskał miano czołowej polskiej sceny, jednej z tych, które dały początek ideowo-artystycznym przemianom w polskim teatrze. Z powodu konfliktów politycznych Gustaw Holoubek został jednak zdymisjonowany, a jego miejsce zastąpił dotychczasowy reżyser Teatru Narodowego w Warszawie, bliski współpracownik Leona Schillera, Józef Wyszomirski. Zwrócił on teatr w kierunku współczesnej literatury polskiej i światowej. W 1957 roku swój spektakl dyplomowy, a więc oficjalny reżyserski debiut, zrealizował tu Jerzy Jarocki, wystawiając Bal Manekinów Brunona Jasieńskiego. Jarocki był związany z Teatrem Śląskim jako etatowy reżyser do 1962 roku, wystawiając tu 14 realizacji, w tym m.in. Policję, która była jego pierwszym scenicznym spotkaniem z tekstem Sławomira Mrożka.
W latach 60. Teatr Śląski zaczął tracić swoją pozycję jednej z czołowych polskich scen. Było to związane z polityką władz wojewódzkich, które nie chciały teatru artystycznego, a stawiały na „teatr dla mas” i lekki repertuar (to właśnie wtedy realizowana była „Akcja – milion”, mająca na celu zgromadzenie we wszystkich teatrach Górnego Śląska miliona widzów rekrutujących się z klasy robotniczej). Dyrektorzy i kierownicy artystyczni katowickiej sceny zmieniali się często, a zbyt śmiałe realizacje, decyzją władz wojewódzkich, były zdejmowane z afisza, co również nie pozwoliło na utrzymanie dobrej opinii wśród ogólnopolskiej krytyki. Ważną próbę odbudowy renomy Teatru Śląskiego podjął Mieczysław Górkiewicz, który kierował nim w latach 1967-71, po wcześniejszej udanej dyrekcji w Teatrze Polskim w Bielsku-Białej. Jego planem było utworzenie w Katowicach „śląskiej sceny narodowej”. W tym celu zapraszał do współpracy zdolnych i znaczących realizatorów, takich jak np. Józef Szajna, Jerzy Kreczmar czy Lidia Zamkow. Po jego dyrekcji teatrem kierowali m.in. Ignacy Gogolewski (1971-74) czy Józef Para (1975-77). Skierowali oni Teatr Śląski na tory teatru literackiego, stawiając na repertuar zrozumiały i prosty, reprezentujący uznane wartości i odpowiadający gustom tzw. przeciętnego widza. Spektakle podporządkowane były wystawianym tekstom, odtwarzając m.in. logikę konstrukcji fabuły oraz realia historyczne (wiązało się to z odrzuceniem literatury współczesnej i zwróceniem się ku klasyce). Siłą teatru pozostał natomiast zespół aktorski, który doskonale radził sobie z kolejnymi realizacjami, zyskując przychylną opinię krytyki.
Kierunek teatru literackiego kontynuowany był przez kolejne dyrekcje w latach 80. i 90., kiedy to katowicką sceną kierowali Jerzy Zegalski (1981-92), a później Bogdan Tosza (1992-2003). Obaj stawiali na repertuar eklektyczny, otwarty na każdego widza, niezbyt awangardowy i eksperymentalny, a bardziej oddany tradycjom teatralnych konwencji. W tym czasie spektakle przygotowywali tu m.in. Kazimierz Kutz, Maciej Wojtyszko, Krzysztof Babicki czy Anna Polony. Tendencję tę próbował przełamać Henryk Baranowski, kierujący Teatrem Śląskim w latach 2003-06. Okres jego dyrekcji charakteryzował teatr poszukujący współczesnych treści, odwołujący się do poetyki surrealizmu, groteski i postmodernizmu. W 2005 roku dyrektorem naczelnym teatru została Krystyna Szaraniec związana z nim od 1979 jako zastępca dyrektora (odpowiedzialna m.in. za organizację i koordynację generalnego remontu budynku Teatru Śląskiego w latach 1997-2000, inicjatorka powstania Rady Gospodarczej, zrzeszającej prywatnych przedsiębiorców wspierających finansowo Teatr).
W 2007 roku Teatr został laureatem Nagrody im. Wojciecha Korfantego.
W latach 2007–13 dyrektorem artystycznym Teatru Śląskiego był Tadeusz Bradecki (w latach 1990-96 kierujący Starym Teatrem w Krakowie), który wygrał konkurs ogłoszony na to stanowisko. Zaprosił on do pracy w Katowicach m.in. Rudolfa Zioło, Katarzynę Deszcz, Tomasza Mana, Gabriela Gietzky’ego, Jarosława Tumidajskiego czy Attilę Keresztesa. W repertuarze pojawiła się współczesna polska dramaturgia, choć nie brakowało również tytułów z kanonu klasyki polskiej i światowej.
Od 2013 roku funkcję dyrektora naczelnego i artystycznego pełni Robert Talarczyk, który wygrał konkurs na to stanowisko. W latach 2013–15 realizował on w Teatrze Śląskim cykl „Śląsk święty / Śląsk przeklęty”, w którym za pomocą teatralnego języka próbowano przepracować temat śląskiej tożsamości oraz regionalnej historii. W tym celu zapraszani byli znaczący teatralni reżyserzy, jak np. Jacek Głomb, Ewelina Marciniak, Ingmar Villqist czy Nikołaj Kolada. Od 2014 roku jako dramaturg pracuje tu również Artur Pałyga.

## Sceny

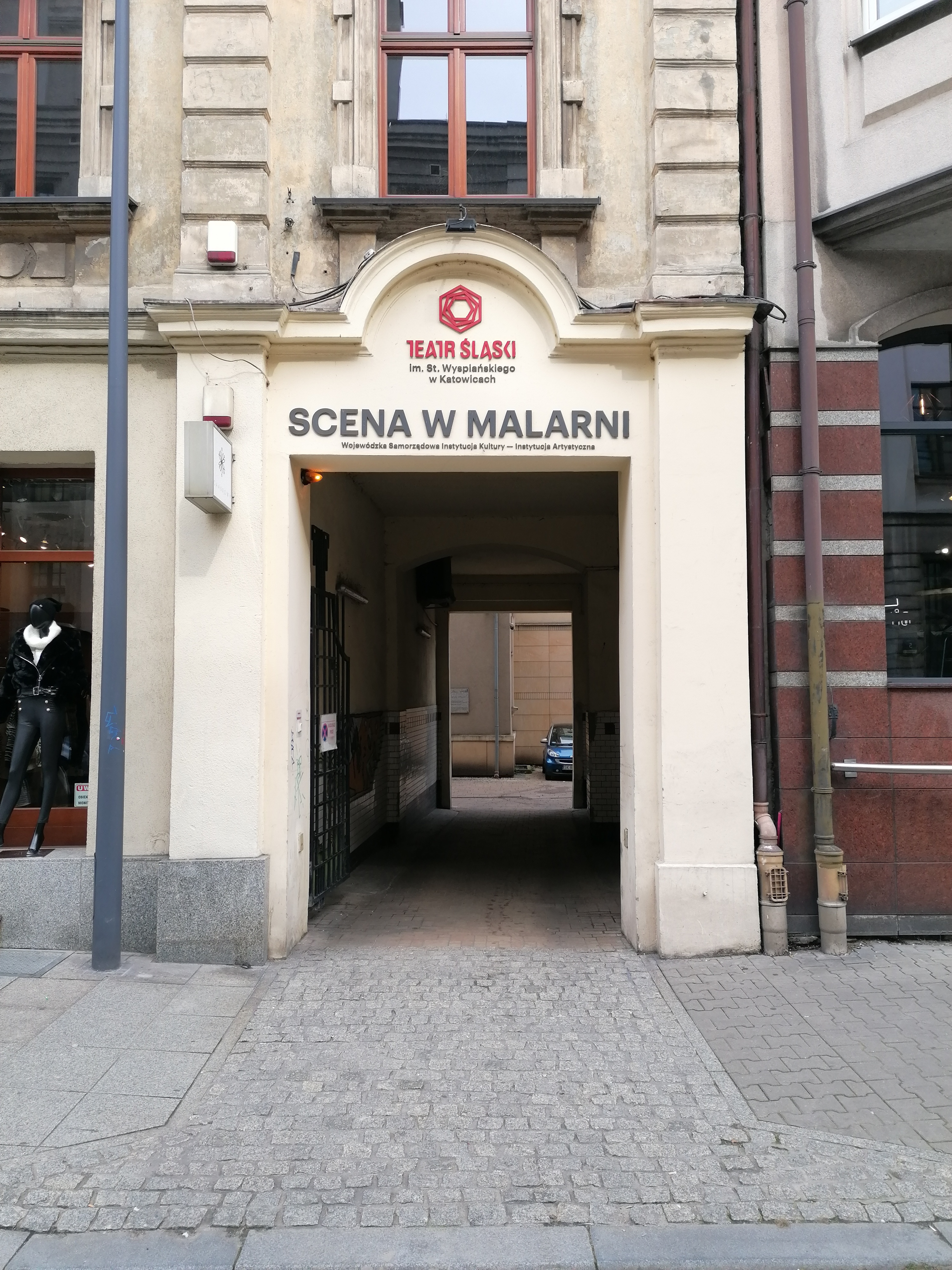
Scena w Malarni, 2022

- Duża – mieści na widowni 447 osób. Każdego miesiąca, w jeden wtorek, swoje przedstawienia pokazuje tu gościnnie Opera Śląska w Bytomiu (kontynuując w ten sposób przedwojenne tradycje sceny operowej w Teatrze).
- Kameralna – powstała w 1981 roku w miejsce wcześniejszej Małej Sceny, która spłonęła. Jej widownia mieści 88 osób. Przeznaczona jest przede wszystkim do prezentacji małoobsadowych spektakli.
- w Malarni – utworzona w 1992 roku w siedzibie dawnej loży masońskiej (ul. Teatralna 2), ponownie otwarta po generalnym remoncie w marcu 2012, przy okazji nadania doktoratu honoris causa przez Uniwersytet Śląski Sławomirowi Mrożkowi. Na widowni mieści się 96 osób.
- w Galerii – scena znajduje się w Galerii Katowickiej. Została otwarta w 2015 roku[13]. Nowa scena Teatru Śląskiego powstała w ramach prowadzonego przez Galerię Katowicką projektu Wyższy Poziom. Na Scenie w Galerii odbywają się premiery, spektakle, spotkania i warsztaty. Widownia mieści 200 osób. Jest to jedyny teatr w Polsce w centrum handlowym[14].

## Działalność teatru
Teatr Śląski przedstawia zarówno propozycje własne, jak i spektakle z kraju i zagranicy. Oprócz klasycznej działalności repertuarowej, w Teatrze organizowane są także spotkania i debaty na tematy związane z kulturą regionu (np. cykl „Puder i pył”). W celu zapewnienia jak najszerszej grupie odbiorców dostępności do swojej oferty artystycznej, Teatr Śląski regularnie pokazuje spektakle z napisami w języku angielskim, z tłumaczeniem na język migowy czy z audiodeskrypcją. W teatrze od lat 90. działa również Galeria Foyer, gdzie prezentowani są twórcy współczesnych sztuk wizualnych – swoje wystawy mieli tu m.in. Jerzy Duda-Gracz, Edward Dwurnik, Günter Grass, Pol Leurs, Jacek Rykała czy Tomiyuki Sakuta. Od 2013 roku w Teatrze realizowany jest projekt „KatoDebiut”, który zakłada realizację profesjonalnego przedstawienia teatralnego przez debiutujących twórców, wyłanianych w konkursie. Teatr jest także współorganizatorem Ogólnopolskiego Festiwalu Sztuki Reżyserskiej „Interpretacje” oraz Festiwalu Nowej Scenografii. Od 2004 roku przy Teatrze Śląskim działa również Studium Aktorskie (od 2016 roku pod nazwą Szkoła Aktorska Teatru Śląskiego).

## Filatelistyka
Poczta Polska wyemitowała 5 października 2005 r. znaczek pocztowy o nominale 30 gr, przedstawiający gmach teatru. Autorem projektu znaczka była Maria Dziekańska. Znaczek wydrukowano techniką rotograwiury, na papierze fluorescencyjnym, w wielomilionowym nakładzie. W 2007 uczczono 100-lecie istnienia teatru wydaniem kolejnego znaczka o nominale 1,35 zł. Autorem projektu była również Maria Dziekańska. Znaczek wydano w nakładzie 500.000 sztuk, techniką offsetową, na papierze fluorescencyjnym.